# Blackwell School National Historic Site
Le Blackwell School National Historic Site est un site historique national américain à Marfa, dans le comté de Presidio, au Texas. Il a été créé en 2022 pour protéger une école importante pour l'histoire des Latinos dans la région. Celle-ci est un Recorded Texas Historic Landmark depuis 2010 et est inscrite au Registre national des lieux historiques depuis 4 décembre 2019.